# Bay Laurel
Bay Laurel este o formație de rock gotic/rock alternativ din Karlstad, Suedia. Formată în 1993, trupa lansează 3 albume și 2 EP-uri, urmând ca în anul 2000 membrii trupei să opteze pentru drumuri diferite. Primul material include influențe pronunțate ale The Sisters of Mercy și Fields of the Nephilim.

## Discografie
- Into the mist - demo (1993)
- Under a clouded sky (1994)
- Days of joy (1996)
- Bitter Intoxins (1998) - EP
- Where pain comes to die (2000)